# The Hawk
The Hawk is een Amerikaanse western uit 1935 onder regie van Edward Dmytryk.

## Verhaal
Bij haar dood vertelt de moeder van Jay Price dat hij eigenlijk Jack King heet. Hij is de zoon van de rijke veehouder Jim King. Jack vertrekt naar de boerderij van zijn vader met een medaillon dat zijn identiteit bewijst. Onderweg raakt hij echter het medaillon kwijt.

## Rolverdeling
| Acteur       | Personage     |
| ------------ | ------------- |
| Bruce Lane   | Jackie King   |
| Betty Jordan | Betty Thomas  |
| Dickie Jones | Dickie Thomas |
| Lafe McKee   | Jim King      |
| Rollo Dix    | Jeff Murdock  |
| Don Orlando  | Tony          |
| Marty Joyce  | Smokey        |
| Eddie Foster | Handlanger    |